# Shamrock Holdings
Pour les articles homonymes, voir Shamrock.
Shamrock Holdings est un fonds d'investissements privé et une société de capital risque fondée par Roy Edward Disney en 1978 et gérant les capitaux d'une partie de la famille Disney. Géré dès l'origine par Stanley Gold, il a activement participé à une guerre financière en 1984 pour le contrôle de Walt Disney Productions ayant abouti à la nomination de Michael Eisner.
Bien que fondée par le neveu de Walt Disney, la société n'est pas liée à la Walt Disney Company, qui possède sa propre société de capital risque nommée Steamboat Ventures.

## Historique
En 1967, Roy Edward Disney, fils de Roy Oliver Disney et neveu de Walt Disney est élu au directoire de la Walt Disney Productions.  Son père décède le 20 décembre 1971 à Burbank. En 1974, il confie la gestion de ses biens personnels, principalement liés à son héritage, à Stanley Gold ne se sentant pas un homme d'affaires. Le 7 mars 1977, il annonce sa démission de Walt Disney Productions. 

### 1978-1983: Diversification du portefeuille
En 1978, Roy E. Disney et Stanley Gold fondent Shamrock Holdings un fonds d'investissements personnel alors domicilié au 4444 W Lakeside Drive, juste entre Universal Studios Hollywood et les Warner Bros. Studios. Le nom provient d'un yacht qu'il a fait construire en 1974 en hommage au Shamrock.
Le 15 avril 1978, Roy E. Disney obtient un accord de principe pour acheter le groupe de télévision et de radio Starr Broadcasting, basé à Westport dans le Connecticut. L'achat par fusion porte sur 45% de l'entreprise au prix de 14,50 USD l'action, l'entreprise possédant 413 785 actions, soit 2,7 millions d'USD. Le 31 juillet 1978, la FCC autorise le transfert de la licence de la chaîne KMVI, de Starr à Shamrock Broadcasting, filiale de Shamrock Holdings.
En août 1978, Shamrock prend une importante participation dans Starr Broadcasting détenue en partie par William F. Buckley, Jr. grâce à un effet de levier initié par Stanley Gold. Shamrock propose alors de fusionner, le groupe avec ses propres stations. Starr Broadcasting compte 3 stations de télévisions affiliées, 5 stations de radio FM et 6 AM. Buckley détient 20 % de cette société mais quitte le poste de président et à la suite des disputes entre actionnaires dont Gold et Buckley, la SEC lance une investigation. La fusion reste alors en attention d'un accorde de la FCC et de l'approbation des actionnaires. L'enquête de la SEC aboutit en février 1979 par une accusation de fraude à l'encontre des dirigeants de Starr dont Bukclet qui aurait détourner des fons de son journal National Review pour éviter une faillite. Buckley accepte de payer une amende de 1,4 million d'USD mais nie toute malversation. Buckley garde une rancœur envers Gold.
En mai 1979, Shamrock augmente son offre sur Polaroid Corporation de 2,6 milliards d'USD à 3,2 milliards d'USD. La tentative d'achat s'arrête fin septembre 1979 avec une décision de la cour suprême du Delaware autorisant Polaroid à effectuer un rachat d'actions portant sur 16 millions d'actions. L'OPA hostile a duré huit mois et Shamrock annonce revendre les 4,96 millions d'actions achetées durant cette période.
En 1983, Shamrock achète des actions de l'entreprise de parfum Fabergé. Mais le groupe de cosmétique préfère se vendre à un chevalier blanc, Meshulam Riklis qui débourse 670 millions d'USD. Shamrock récolte ainsi une plus value. .La même année, la société a essaye d'acheter la station WICS-TV (en) de Springfield détenue par Reliance Group de Saul Steinberg. Malgré un accord oral, Steinberg annule la transaction et Gold le poursuit en justice. L'affaire se règle hors cour fin janvier 1984 mais Steinberg débute peu après ses investissements dans Disney.

### 1984: bataille pour Disney
Grâce à Shamrock, Roy E. Disney détient 1,1 million d'actions de Walt Disney Productions mais durant l'année 1983, la valeur de l'action est tombée de 80 USD à 50 USD soit une perte de près de 30 millions de dollars. En parallèle, le Dow Jones a augmenté de plus de 200 points, ce qui démontre un problème. Selon son ami et conseiller Stanley Gold, les raisons sont liées à l'investissement pour EPCOT estimé à un milliard de dollars et les mauvais résultats des studios Disney. Gold a réussi à faire fructifier les économies de Roy E. Disney et elles sont estimés début 1984 à plus de 200 millions d'USD. Le fonds d'investissements possède aussi bien des fermes de bétails que des stations de radio et de télévisions.

### 1985-2009: Poursuite des investissements
Le 25 novembre 1996, Roy E. Disney annonce financer au travers de son fonds privé Shamrock Holdings, la création d'un nouveau studio à Los Angeles, les Manhattan Beach Studios. Les travaux débutent en juillet 1997, cinq stages sont achevés 1998 pour 90 millions de dollars sur un terrain de 22 acres (9 ha) et 10 autres sont prévus. En juillet 1998, la société Raleigh Studios signe un contrat de cinq ans pour la gestion des lieux.
En 2004, Roy Disney vend les studios de Manhattan Beach pour 100 millions de dollars à un fonds d’investissement nommé Oak Tree Capital Management. 
Le 16 décembre 2009, Roy Disney meurt d'un cancer à Newport Beach à l'âge de 79 ans. Stanley Gold obtient alors la place de PDG du holding.
Le 15 mars 2011, Shamrock investit 8 millions de dollars supplémentaires dans Medison Pharma, un groupe américain d'innovation pharmaceutique, passant de 13 % à 23 % du capital, part que Shamrock détenait depuis 2006.
Le 18 juin 2014, Roy P. Disney au travers de Shamrock investit dans la société textile RevoLaze qui a développé une technique de laser imprimant des motifs sur ou vieillissant le jeans.
A l'automne 2018, l'entreprise a acquis les droits des productions musicales de Stargate, une entreprise norvégienne. 
En juillet 2020, Shamrock finalise une campagne de levée de fonds à hauteur de 400 millions d'USD pour acheter des propriétés intellectuelles. En novembre 2020, Shamrock Holdings achète le catalogue des six albums de Taylor Swift jusqu'à Reputation (2017) détenu par Scooter Braun pour 300 millions d'USD. En 2019, le label musical Big Machine Label Group avait été acheté par Braun et sa société Ithaca Holdings. La chanteuse confirme cette transaction sur Twitter et évoque son mécontentement que sa musique soit vendu une second fois sans qu'elle en soit informée. Elle avertit qu'elle va réenregistrer ses musiques pour récupérer ses droits.

## Sociétés soutenues

### Participations actuelles
- Screenvision
- INgrooves
- K2 Towers - fondée en 2009
- Media Storm - fondée en 2001
- Publishing Group of America - fondée en 1999
- Harlem Globetrotters International
- TeleGuam Holdings
- Triad Broadcasting Company

### Anciennes participations
- Manhattan Beach Studios créé en 1997 et vendu en 2004
- LifeStage Media Group fondée en juillet 2003, vendue en mars 2006 à Southland Publishing
- Modern Luxury Media vendue en juin 2007
- Netgear, introduction en bourse en juillet 2003
- NextWave Media Group fondée en 2003, vendue en juin 2010
- PortalPlayer, introduction en bourse en novembre 2004
- PRN Corporation, vendue en juillet 2005 à Thomson Corporation
- RealD de 2005 à juillet 2010, introduction en bourse